# Pilar Morales
Pilar Morals Corona (Marianao, Cuba, 12 d'octubre de 1931 - Barcelona, Espanya, 7 de juliol de 2022) va ser una cantant cubana de boleros.

## Trajectòria artística
Havia nascut en una llar de músics, el seu pare Evelio tenia el seu propi conjunt, amb el qual assajava a casa. La seva mare –Obdulia Corona Ochandarena- també cantava, havia estat alumna de Moisès Simons, l'autor d'El manisero. Amb aquestes influències musicals Pilar va prendre classes de música en la seva infància i adolescència, presentant-se en diversos concursos per a cantants en la ràdio i televisió cubana. En 1955 el músic Jaime Camino va formar una orquestra amb components de diversos països i immediatament van viatjar a Espanya per a provar fortuna, una de les tres veus seria la de Pilar Morales, van anar de Madrid a Barcelona. Entre els músics espanyols que integraven l'orquestra estava Vicente Montoliu Meliá, el pare de Tete Montoliu, que la dirigia. Ella era l'estrella i l'orquestra, el suport a les seves cançons, boleros i altres gèneres que llavors anomenaven “caribenys”. Van anar de gira per diversos països d'Europa i Pilar Morales arriba a cantar fins i tot en el Olympia de París. Una nit el jove Tete Montoliu escoltarà a l'orquestra que dirigia el seu pare i va conèixer a Pilar. Es van casar a Barcelona, a l'Església dels Ängeles, el 5 d'abril de 1956. Transcorregut poc més d'un any després de l'arribada de Pilar Morals a Barcelona, el pianista i la seva esposa de càlida veu treballaven en diversos clubs nocturns, en paral·lel al desenvolupament de les seves carreres respectives, cadascun amb la seva orquestra o els seus músics habituals.
El 1956 ja Pilar Morales era “La Veu del Tròpic” i també va tenir la possibilitat de realitzar el seu debut cinematogràfic –i únic acostament al cel·luloide- en acceptar que la seva veu es deixés escoltar en el film mexicà-espanyol “La herida luminosa” dirigit per Tulio Demicheli, protagonitzat per Arturo de Córdova i Amparo Rivelles, i rodat essencialment en locaciones de Catalunya. Al juny de 1960 es presenta, al costat del Duo Dinámico, en l'espectacle de varietats “Dinamic Carrousel”, amb una positiva repercussió mediàtica. Quatre anys després d'aquells registres comercials que havia realitzat en 1956 i 1957, va gravar vuit temes amb un conjunt que dirigia el guitarrista Fernando Orteu. El EP publicat per la discogràfica SAEF destaca que els temis Pressentimiento i Tus ojos grises van obtenir el segon i tercer lloc en el tercer Festival de la Cançó Mediterrània de 1961. Entre els temes gravats, a més, estava l'afro Frontera i altres de divers gènere: Amor es mi canción, Brigitte Bardot, Sucu sucu, Oro negro, i Desde hoy. Els seus últims registres els va fer en 1964 a Madrid, en condicions precàries, en retrobar-se casualment amb el pianista cubà Alcibiades Agüero, qui l'havia acompanyat en els seus anys de la ràdio a Cuba, i van ser els boleros Nuestras Vidas, Vieja luna i ¿De qué te quejas tú?.
Pilar Morales sacrificaria per Tete Montoliu la seva vida professional, ja que ella era una cantant de boleros amb una veu summament profunda i molt potent, que hauria pogut fer grans coses en el món del bolero, convertir-se a més en una espècie de road manager, que l'acompanyaria a tot arreu, a tots els concerts, ocupant-se de tots els detalls pràctics de la seva carrera com a pianista.

## Vida personal
Va estar casada amb Tete Montoliu des de 1956 fins al seu divorci el 1993, tot i que ja estaven separats des dels anys vuitanta. El 1957 van tenir la seva única filla, Nuria, que li va donar dos néts, Jordi i Nuria Blesa, així com dos besnéts, Jalen i Naia. Va tornar una sola vegada a l'Habana, ja després de la seva separació de Tete en un regal sorpresa de la seva filla perquè es retrovès amb la seva família cubana.

## Discografia
- Gravacions radials en programes de l'emisora CMQ. La Habana (1950-1954). Pilar Morales con el Conjunto de Orlando de La Rosa: 1. Nuestras vidas (Orlando de la Rosa), 2. No te importe saber (René Touzet), 3. Acuérdate
- Tete Montoliu y su Conjunto Tropical. Disc Columbia ECGE 70242 QE837-8 (1956)
- Tete Montoliu y su Conjunto Tropical. Disc COLUMBIA ECGE 70243 QE835-6 (1956)
- Tete Montoliu y su Conjunto. Disc PHILIPS 421 262 PE (1957)
- Pilar Morales con el conjunto de Fernando Abreu. Disc SAEF-55037 (Barcelona, 1961)
- Pilar Morales con Fernando Abreu y su conjunto. Disc SAEF SAP 55.042 (1961)
- Pilar Morales con Alcibiades Agüero al piano
- CD “Historia de un amor. Tete Montoliu y Pilar Morales” (Alma Latina-Blue Moon). S'inclouen tots els temes abans relacionats, excepte les tres gravacions radials realitzades a La Habana en la primera meitat de la dècada dels cincuanta.